# Pierre Lelong (Politiker)

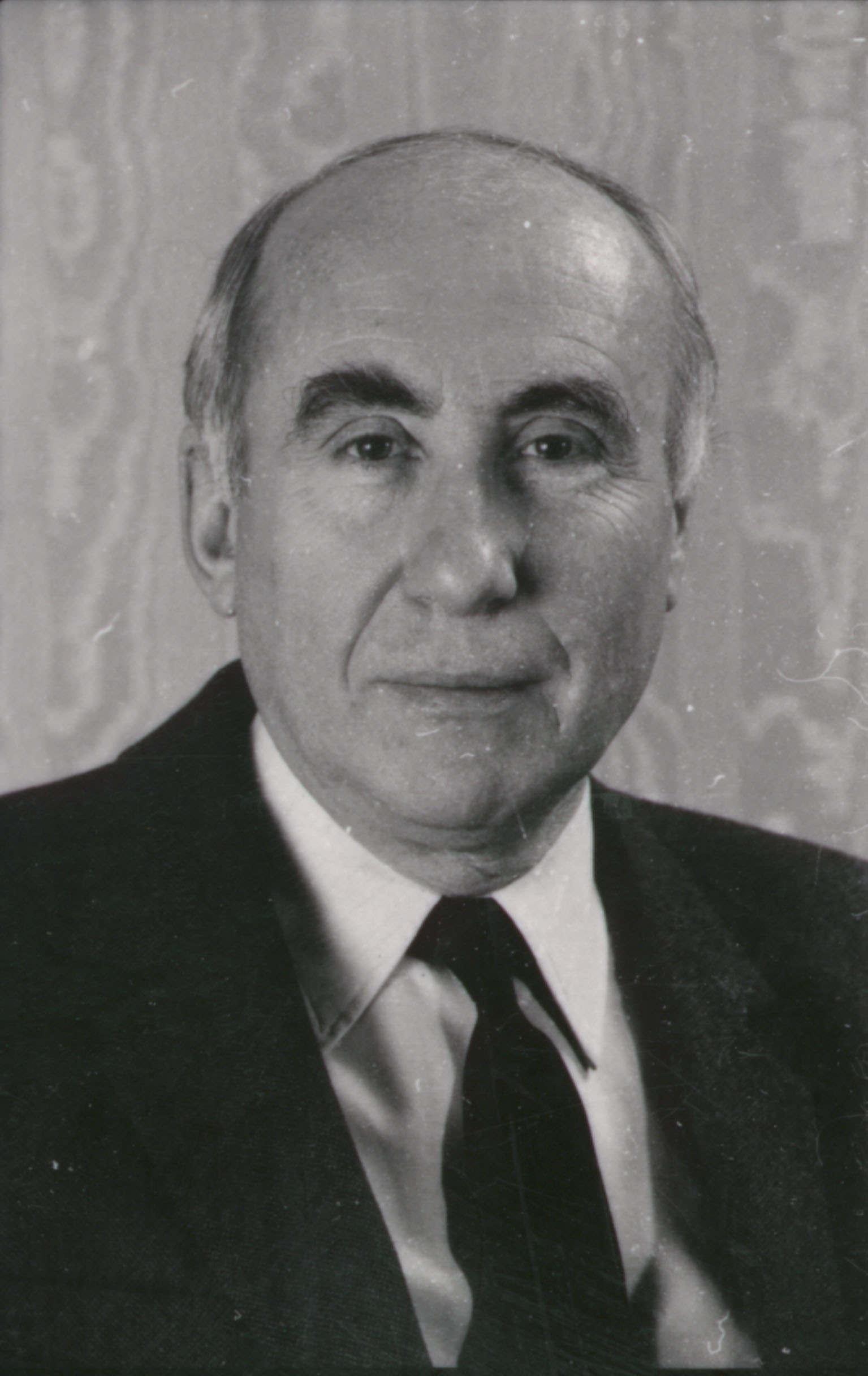
Pierre Lelong (1981)

Pierre Alexandre Eugène Lelong (* 22. Mai 1931 in Paris) ist ein französischer Politiker.
Er war von 1968 bis 1973 Abgeordneter der UDR. Von 1981 bis 1984 war Lelong dann Präsident des Europäischen Rechnungshofes.

## Schriften
- Les marchés agricoles (= Que sais-je ?. Band 1407). Presses universitaires de France, Paris 1970 (2. Aufl. 1979).
- Une expérience française. Cinquante ans au coeur de la République. Éd. France-Empire Monde, Chaintreaux 2012, ISBN 978-2-70-481173-1.